# Lea DeLaria
Lea DeLaria (Belleville, 23 de maio de 1958) é uma comediante e cantora de jazz norte-americana. DeLaria foi a primeira comediante publicamente lésbica a aparecer em programas de horário nobre, ao participar em 1993, no The Arsenio Hall Show. Ela atualmente participa da série Orange Is The New Black, Como Big Boo